# Primera División de Barbados 2020
La Primera División de Barbados 2020 fue la edición número 54 de la Primera División de Barbados. En 2021 anunció que la temporada 2020 sería cancelada dejando sin campeón.

## Formato
Los 12 equipos jugarán nuevamente a sistema de liga jugando entre sí todos contra todos 2 veces totalizando 22 partidos cada uno. Al término de la temporada el equipo con más puntos será campeón y de cumplir los requisitos establecidos participará en la CONCACAF Caribbean Club Shield 2021, mientras que los últimos 2 clasficados descenderán a la Segunda División de Barbados.

## Equipos participantes
| Pos.   | Equipo              |
| ------ | ------------------- |
| 1      | BDF SC              |
| 2      | Weymouth Wales      |
| 3      | UWI Blackbirds FC   |
| 4      | Empire Club         |
| 5      | Paradise SC         |
| 6      | Ellerton FC         |
| 7      | Notre Dame SC       |
| 8      | Brittons Hill       |
| 9      | St. Andrew Lions FC |
| 1 (SD) | Deacons FC          |
| 2 (SD) | Wotton FC           |
| 3 (SD) | Silver Sands FC     |

### Ascensos y descensos
| Pos. | Ascendidos de Segunda División 2018-19 |
| ---- | -------------------------------------- |
| 1    | Deacons FC                             |
| 2    | Wotton FC                              |
| 3    | Silver Sands FC                        |

| Pos. | Descendidos de Primera División 2018-19 |
| ---- | --------------------------------------- |
| 10   | Porey Springs United FC                 |
| 11   | Barbados Soccer Academy                 |
| 12   | Youth Milan                             |

## Tabla de posiciones
Actualizado el 16 de Marzo de 2020.
| Pos. | Equipo              | PJ | PG | PE | PP | GF | GC | DG  | Pts. | Clasificado a                                 |
| ---- | ------------------- | -- | -- | -- | -- | -- | -- | --- | ---- | --------------------------------------------- |
| 1    | Weymouth Wales      | 7  | 5  | 1  | 1  | 16 | 4  | +12 | 16   | Campeón y CONCACAF Caribbean Club Shield 2021 |
| 2    | BDF SC              | 7  | 4  | 3  | 0  | 18 | 8  | +10 | 15   |                                               |
| 3    | Paradise SC         | 7  | 3  | 2  | 2  | 13 | 8  | +5  | 11   |                                               |
| 4    | Notre Dame SC       | 7  | 3  | 2  | 2  | 12 | 12 | 0   | 11   |                                               |
| 5    | Empire Club         | 7  | 3  | 1  | 3  | 13 | 10 | +3  | 10   |                                               |
| 6    | Deacons FC          | 7  | 3  | 1  | 3  | 10 | 11 | -1  | 10   |                                               |
| 7    | Wotton FC           | 7  | 3  | 0  | 4  | 9  | 12 | -3  | 9    |                                               |
| 8    | UWI Blackbirds FC   | 7  | 1  | 4  | 2  | 12 | 13 | -1  | 7    |                                               |
| 9    | Ellerton FC         | 7  | 1  | 4  | 2  | 10 | 12 | -2  | 7    |                                               |
| 10   | St, Andrew Lions FC | 7  | 1  | 4  | 2  | 10 | 13 | -3  | 7    |                                               |
| 11   | Silver Sands FC     | 7  | 2  | 0  | 5  | 7  | 19 | -12 | 6    | Segunda División 2020                         |
| 12   | Brittons Hill       | 7  | 1  | 2  | 4  | 3  | 11 | -8  | 5    | Segunda División 2020                         |